# Hawanduk
Hawanduk (perski: هوندوک) – wieś w Iranie, w ostanie Azerbejdżan Zachodni. W 2006 roku liczyło 59 mieszkańców w 15 rodzinach.